# Jiří Diamant
Jiří Diamant  (4. května 1930 Brno – 22. dubna 2024) byl lékař a psycholog česko-židovského původu. Byl vězněm v koncentračním táboře Osvětimi-Birkenau. Patřil mezi takzvané „Birkenau Boys“ – mladíky z rodinného tábora ve věku 12–16 let, kteří se štěstím prošli nacistickou selekcí. Věnoval se neuropsychologii a neurovědě.

## Život

### Mládí a koncentrační tábor
Jiří Diamant se narodil v Brně 4. května 1930 v česko-židovské rodině. Jeho otec byl obchodní zástupce textilní továrny pro jižní Moravu. Byl vězněm v koncentračním táboře Osvětimi-Birkenau. Spolu s jeho mladším bratrem měli možnost se zachránit transportem do Velké Británie za pomoci Nicholase Wintona, nakonec se jeho tatínek rozhodl cestu zrušit, protože nechtěl rodinu rozdělit. V roce 1941 byla celá rodina vystěhovaná ze svého brněnského bytu a  22. března 1942 byli Diamantovi povoláni do transportu do Terezína, kde žili do prosince 1943. 15. prosince 1943 byli přesunuti do Birkenau (Březinky), kde byli zařazeni do rodinného tábora BIIb a následně selektováni. Jiří byl v červenci 1944, spolu s ostatními práceschopnými muži a ženami, poslán do pracovního tábora v Německu. V prosinci 1944 byl vybrán do Osvětimi, kde pracoval u koní do 23. ledna 1945. Toho dne dostala skupina, ve které Jiří pracoval, povolání do takzvaného transportu smrti. V otevřených uhelných vagónech byli transportováni přes Německo až do Buchenwaldu, poté do Weimaru, odtud měli být převezeni do Flossenbürgu. Vlak, ve kterém byli převáženi, byl zastaven americkými letci a  14. dubna 1945 byli transportovaní vězni zachráněni. 
Diamant se jako jeden z prvních vězňů koncentračního tábora dostal do Prahy. V Praze se podílel na organizaci transportu pro návrat zbývajících vězňů z amerických repatriačních táborů. Většina rodiny Diamantových zahynula a po osvobození se patnáctiletého Jiřího ujala vzdálená rodina v Uherském Brodě.

### Studium
V Uherském Brodě vystudoval gymnázium. Po vystudování pokračoval studiem psychologie a filozofie na filozofické fakultě v Brně. Psychologii ale zvolil až potom, co se nedostal na studium chemie. V Brně studoval do roku 1953, kdy se mu podařilo přejít na studium do Prahy. V 60. letech vystudoval dálkově medicínu na lékařské fakultě Univerzity Karlovy v Praze. V dubnu 1953 začal pracovat jako klinický psycholog na psychiatrické klinice profesora Zdeňka Myslivečka. 
Kolem roku 1954 musel nastoupit na základní vojenskou službu v Hořicích v Podkrkonoší, kde se seznámil se svou budoucí manželkou Jarmilou.

### Emigrace
V roce 1968 se Jiří Diamant zúčastnil psychologického kongresu v Amsterdamu. Po návratu se v důsledku politických událostí rozhodl v září 1968 spolu s manželkou a dcerami emigrovat za hranice. Byl „motivován“ i promarněnou šancí jeho otce na záchranu bratra i jeho samotného před koncentračním táborem. Jejich konečnou destinací se stalo Nizozemsko, kde se uchytil jako klinický psycholog. Jeho domovem se stalo městečko Heiloo severně od Amsterdamu, ale do své původní vlasti cestoval poměrně často.
V devadesátých letech externě přednášel psychologii na univerzitách v Praze, Brně a v Olomouci. V září 2008 se účastnil konference zahraničních Čechů pod názvem Krajané a exil: 1948 a 1968, kde vystoupil s příspěvkem Psychické následky emigrace.

## Diamantova cena
Národní neuropsychologickou cenu Jiřího Diamanta uděluje Českomoravská psychologická společnost, Sekce neuropsychologie při ČMR ve spolupráci s Laboratoří neuropsychologie J. Diamanta, Neurologické kliniky a Centra klinických neurověd 1. LF a Česká asociace pro neuropsychologii.
Cílem je navázat na tradici a odkaz české klinické neuropsychologie, v jejíž historii hrál docent Jiří Diamant důležitou roli. Dále také podporovat tvůrčí práci odborníků jak ve vědeckém výzkumu, tak ve vzdělávací či klinické činnosti.
Diamantovy ceny se mohou zúčastnit všichni odborníci i mimo psychologický a medicínský obor. Hodnotí se práce, která se týká neuropsychologie nebo jejích přidružených oborů a vznikla alespoň zčásti na území ČR. S každou prací se lze hlásit pouze jednou.
Vítěz, o kterém rozhoduje Vědecký výbor, je vyhlášen na slavnostním vyhlášení a získává finanční odměnu.

## Dílo
Mimo vlastní specializaci na neuropsychologii a neurovědu se též zabýval problematikou emigrace. Své poznatky shrnul v knize Psychologické problémy emigrace. Mezi jeho díla patří:  
- Psychologické problémy emigrace (1995)
- Poznámky k psychologii života v koncentračním táboře Terezín (1995)
- Kapitoly z neuropsychologie (1998)
- Syndrom 21. století (2007)
- Neurologie v psychiatrii nebo Neuropsychologie v neuropsychiatrii - zkušenosti a perspektivy (2011).[3]

Je též spoluautorem dalších odborných publikací a periodik, např.:
- Psychologické metody zkoumání osobnosti IN Základy soudní psychologie (1964)[6]
- Psychologie stáří IN Zdraví (1966)[7]